# لی‌جیر جی‌اس۱
لی‌جیر جی‌اس۱ (انگلیسی: Ligier JS1) یک خودروی اسپرت است که توسط سازنده خودرو فرانسوی لی‌جیر در سال ۱۹۶۹ ساخته شد. این خودرو توسط Guy Ligier طراحی و تا سال ۱۹۷۳ تولید شد. یک موتور فورد V8 این خودروی سبک‌وزن با بدنه فایبرگلاس بود و حداکثر سرعت آن در حدود ۱۹۰ مایل در ساعت بود. موفقیت JS1 در رویدادهای مختلف مسابقه ای به تثبیت Ligier به عنوان یک سازنده جدی اتومبیل‌های مسابقه ای کمک کرد.